# شب در بهشت (فیلم ۱۹۴۶)
شب در بهشت (به انگلیسی: Night in Paradise) یک فیلم سینمایی آمریکایی در ژانر کمدی-درام محصول سال ۱۹۴۶ به تهیه کنندگی والتر وانگر و کارگردانی آرتور لوبین است.

## بازیگران
- مرل اوبرون در نقش دلارای
- ترهان بی در نقش ازوپ
- توماس گومز در نقش پادشاه کرزوس
- گیل سوندرگارد در نقش آتوسا
- ری کالینز در نقش لئونیدس
- ارنست ترواکس نقش کاتب
- جورج دولنز به عنوان سفیر فرجید
- جان لیتل در نقش آرکون
- جروم کوان در نقش کاتب
- داگلاس دامبریل به عنوان کاهن اعظم
- پل کوانا در نقش کلئومنس
- ماروین میلر در نقش کاتب
- مورونی اولسن به عنوان کاهن اعظم
- ریچارد بیلی در نقش ستوان
- ویلیام 'وی ویلی' دیویس در نقش سالابار[۳][۴][۵][۶]
- فرانک هاگنی

## باکس آفیس
این فیلم ۷۹۰٬۷۱۱ دلار ضرر داشته‌است.